# Ygyde
Ygyde est une langue oligosynthétique auxiliaire internationale inventée par Andrew Nowicki et Patrick Hassel-Zein avec un alphabet unique comprenant 32 symboles. 
La plupart des mots en Ygyde commencent par une voyelle, suivie par une consonne, suivie par une voyelle et ainsi de suite. Les voyelles de fonction sont des prépositions d'une seule lettre. Les mots sont assemblés en combinant une voyelle préfixe avec deux ou trois morphèmes.
Exemples de mots composés en Ygyde: 
- aniga (corrompu) = a (adjectif) + ni (secret) + ga (argent)
- ofyby (pain) = o (nom) + fy (mousse) + by (nourriture)
- igugo (vaporiser) = i (verbe) + gu (liquide) + go (gaz).

Les mots en Ygyde sont catégorisés par nombre de lettres: le nom des lettres et les éléments scientifiques ont 2 lettres; les couleurs, les pronoms, les adjectifs communs, les noms communs, les conjonctions et les prépositions ont 3 lettres; le nom des variables contient 4 lettres ; les noms propres ont 6 lettres, sauf le nom des gens et de quelques lieux géographiques, qui comportent 8 lettres. TOUS les autres mots ont 5 ou 7 lettres.
Les termes scientifiques précis (éléments chimiques complexes ou les espèces) sont faits de deux ou trois mots et les mots étrangers suivent un mot préfixe de trois lettres.
Il y a trois versions de l'Ygyde : courte, standard et longue pour s'accommoder de différents locuteurs et de circonstances.